# Tod Shriver
Tod Corwin Shriver, född 3 juni 1873 i Manchester, Ohio, död 2 december 1910 i Ponce, Puerto Rico, var en amerikansk flygpionjär.
Tod Corwin växte upp i Manchester i Ohio, och efter att han avslutat sin skolgång anställdes han vid en lokaltidning där han samtidigt fick praktisera som journalist. När bröderna Wright uppfann flygplanet väcktes hans intresse för flygning. Han kom i kontakt med flygpionjären Glenn Curtiss och fick börja som hans mekaniker. På kort tid lärde han sig flyga och kom med tiden att få Amerikas nionde flygcertifikat. 1908 bröt han samarbetet med Curtiss och slog sig ihop med Thomas Baldwin för att bli uppvisningspilot. Han deltog i den första internationella flygtävlingen i Rheims Frankrike 1909. Medan han var i Europa passade han på att genomföra flyguppvisningar i England han fortsatte med sina uppvisningar i Australien, Kina och Japan med stor framgång. I september 1909 var han åter i USA där han genomförde flygningar vid flygmässan i Springfield.
Under en flyguppvisning i Ponce Porto Rico, där han flög ett Baldwinflygplan tappade han kontrollen och flygplanet slog i marken från cirka 80 meters höjd, han avled under transporten till sjukhuset. Haveriet bevittnades av 1 000-talet åskådare.